# Dănciulești
Dănciulești è un comune della Romania di 2735 abitanti, ubicato nel distretto di Gorj, nella regione storica dell'Oltenia.
Il comune è formato dall'unione di 7 villaggi: Bibulești, Dănciulești, Hălăngești, Obârșia, Petrăchei, Rădinești, Zăicoiu.